# Червоное (Акимовский район)
Червоное (укр. Червоне) — село,
Розовский сельский совет,
Акимовский район,
Запорожская область,
Украина.
Код КОАТУУ — 2320385707. Население по переписи 2001 года составляло 135 человек.

## Географическое положение
Село Червоное находится на расстоянии в 2,5 км от села Розовка.
Рядом протекает Каховский магистральный канал.
Рядом проходит автомобильная дорога М-18 (E 105).
В селе всего лишь одна улица (Привольная) протяженностью около 1.5 км.

## История
Когда-то село было окружено множеством фруктовых садов и плантаций эфиромасличных роз. Еще раньше в селе находились ферма, баня, клуб, 2 ставка, но со временем как и везде, после распада СССР всё это прекратило своё существование.
Сейчас в селе находится фермерское хозяйство «Агролюкс».